# 20340 Susanruder
20340 Susanruder è un asteroide della fascia principale. Scoperto nel 1998, presenta un'orbita caratterizzata da un semiasse maggiore pari a 2,3771794 UA e da un'eccentricità di 0,1496640, inclinata di 2,98850° rispetto all'eclittica.